# Niederbuchsiten
Niederbuchsiten est une commune suisse du canton de Soleure, située dans le district de Gäu.

## Histoire
La commune fait partie de la seigneurie de Buchsiten, puis du bailliage de Bechburg.

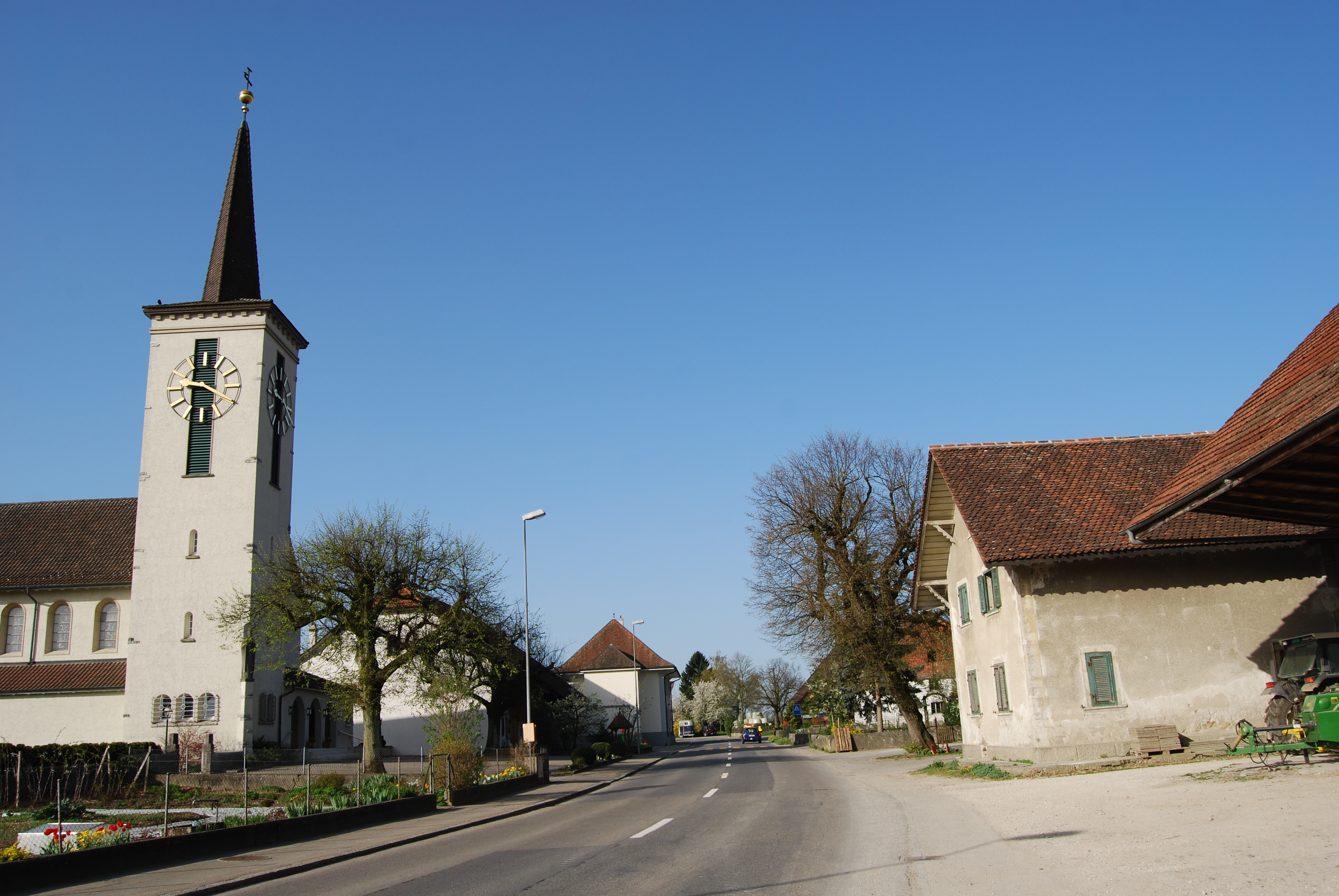
Niederbuchsiten